# Melinoides subalbida
Melinoides subalbida là một loài bướm đêm trong họ Geometridae.